# 芬兰航空915号班机事故
芬兰航空915号班机（AY915）是1987年12月23日由芬兰航空公司通过北极从日本东京到芬兰赫尔辛基的定期航班。
在2014年，芬兰媒体报告了来自两个航班飞行员的控告，苏联向飞机发射了一枚导弹，其在影响前30秒爆炸。这些指控仅在2014年九月公开，当时在芬兰的主流日报《赫尔辛基日报》出版了一篇关于该问题的深度文章。在同一天，芬兰广播公司在互联网上报道了该文章。